# Coscienza primaria

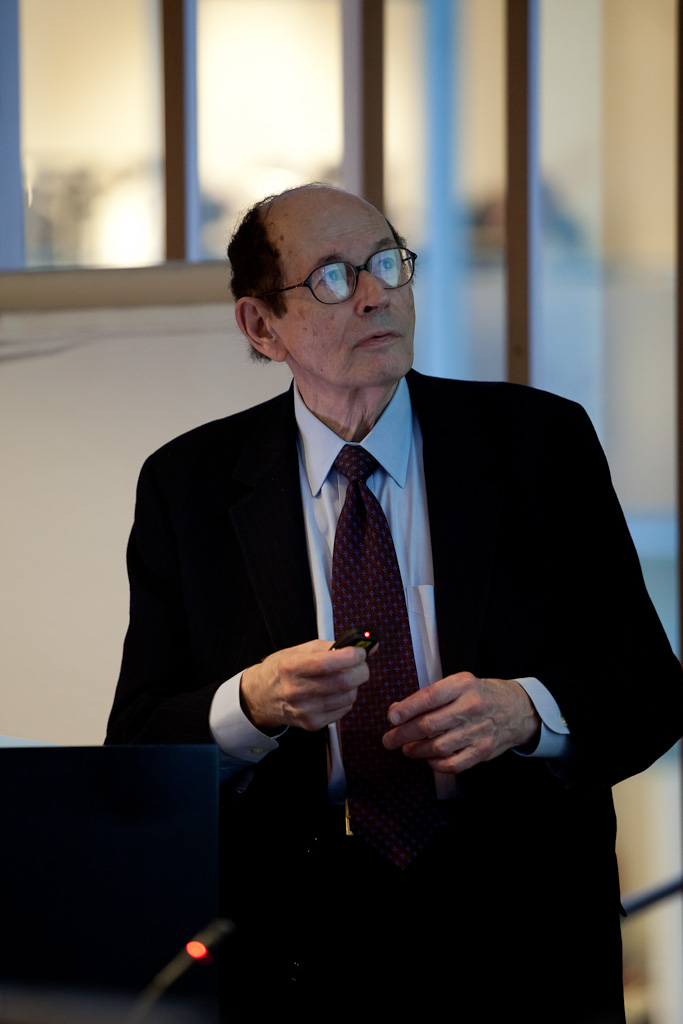
Gerald M. Edelman

Il termine coscienza primaria è stato coniato dal biologo americano Gerald Edelman per descrivere la capacità, che si trova negli esseri umani e in alcuni animali, di integrare gli eventi osservati con la memoria per creare una consapevolezza del presente e dell'immediato passato e del mondo che li circonda. 
Studiosi del mondo animale, anche alla luce dell'etologia filosofica ritengono che i mammiferi e gli uccelli dispongano di una cosiddetta coscienza primaria, ma che la maggior parte degli altri animali (ad esempio i rettili) ne siano privi. Un caso a parte sono i molluschi cefalopodi che si crede siano dotati di una coscienza primaria. 
Nel suo libro "Più grande del cielo: lo straordinario dono fenomenico della coscienza" (Einaudi, 2004) e in altre pubblicazioni, Edelman ha proposto una serie di ipotesi per spiegare la coscienza primaria in termini di comportamento neurale all'interno del cervello.
Secondo Edelman la formazione di quella che chiama "coscienza superiore" quale quella umana, per cui si è coscienti di essere coscienti, è da attribuirsi principalmente all'acquisizione del linguaggio ma che questa non sia una condizione essenziale per alcuni animali:
La formazione della coscienza superiore avverrebbe per quello che è stato chiamato, in relazione alla teoria di Edelman, darwinismo neurale si basa su alcuni criteri evoluzionistici relativi all'ereditarietà e alla filogenesi negli sviluppi della corteccia cerebrale. Secondo questo scienziato-filosofo le connessioni neuronali da parte delle sinapsi e l'organizzazione dei neuroni in gruppi funzionali va soggetta a selezione nel corso della crescita e dello sviluppo. La pluralità delle modalità di connessione e la loro complessità determina un'enorme variabilità nei circuiti neurali, per cui due persone non potranno mai avere strutture uguali in qualsiasi area del cervello. L'elevata plasticità funzionale e il numero sterminato di connessioni vede l'auto-organizzazione di sotto-sistemi neurali complessi e modulari.